# Slavuta
Slavuta (em ucraniano:   Славута; em russo:   Славу́та; em polonês/polaco:   Sławuta; em iídiche:  סלאוויטא) é uma cidade da Ucrânia, situada no Oblast de  Khmelnytski. Tem 20 km² de área e sua população em 2020 foi estimada em 35.230 habitantes.